# Liste der Monuments historiques in Le Pré-Saint-Gervais
Die Liste der Monuments historiques in Le Pré-Saint-Gervais führt die Monuments historiques in der französischen Gemeinde Le Pré-Saint-Gervais auf.

## Liste der Bauwerke
| Bezeichnung                                       | Beschreibung | Standort                      | Kennzeichnung | Schutzstatus | Datum | Bild           |
| ------------------------------------------------- | ------------ | ----------------------------- | ------------- | ------------ | ----- | -------------- |
| Brunnen                                           |              | (Lage)                        | PA00079946    | Classé       | 1899  | weitere Bilder |
| Groupe scolaire Jaurès-Brossolette (Schulzentrum) |              | 34, avenue Jean-Jaurès (Lage) | PA93000008    | Inscrit      | 1997  | weitere Bilder |
| Regard du Trou-Morin                              |              | (Lage)                        | PA00079947    | Classé       | 1899  | weitere Bilder |

## Liste der Objekte
- Monuments historiques (Objekte) in Le Pré-Saint-Gervais in der Base Palissy des französischen Kultusministeriums